# Роттек, Карл фон (младший)
Карл фон Роттек (26 декабря 1806, Фрайбург — 1898 (?), Вудсток, Сент-Луис, США) — германский юрист и политик, радикальный республиканец, сын Карла-Венцеслава Роттека.

## Биография
Получил юридическое образование с 1838 года был адвокатом и прокурором в Высшем суде Баденского герцогства во Фрайбурге. В 1840 году основал в родном городе гимнастический кружок, также был секретарём возглавлявшегося его отцом Общества гармонии. С 1840-х годов стал активно участвовать в республиканском движении, вскоре став председателем районного комитета «отеческих клубов» на Верхнем Рейне. Во время событий 1848 года в апреле собрал ополчение из 2000 человек, однако это не помогло справиться с превосходящими силами правительственных войск, а после занятия Фрайбурга был арестован. В декабре того же года, однако, был освобождён под залог, а весной 1849 года дело о государственной измене в отношении него было прекращено. Однако в это же самое время он вновь принял участие в революционных событиях — в Баденской революции, начавшейся весной 1849 года, стоял во главе демократической партии и возглавлял делегацию от восставших к властям Карлсруэ о мирной сдаче города, затем был избран секретарём Учредительного собрания.
После подавления восстания и взятия правительственными войсками без сопротивления 7 июля 1849 года Фрайбурга был вынужден бежать за границу: сначала эмигрировал в Швейцарию, правительство которой вскоре согласилось выдать его под давлением баденских и прусских властей. В связи с этим в 1850 году Роттек бежал в Америку и в том же году был заочно приговорён на родине к двадцати годам тюрьмы. В США он работал в штатах Айова и Миссури, обзавёлся фермой в Сент-Луисе, Миссури, где прожил до конца жизни, и участвовал в политической деятельности. В ЭСБЕ указывается, что он вернулся в Баден в 1856 году после объявления амнистии, однако никакими другими источниками это не подтверждается.